# 白蘭高·伊歷
白蘭高·伊歷（英語：Branko Ilič，1983年2月6日—），是一名斯洛文尼亞足球运动员，司职後衛，目前效力洛文尼亞球队奧林比查。
他通常擔任左後衛，他也可以擔任中後衛。

## 球會生涯
伊歷的職業生涯開始於奧林比查，在2003年對高柏的比賽中首次亮相。因球會的嚴重的財政困難，2005年1月，他離隊加盟當姆薩尼，他在陣中踢了1年半。
2007年1月，伊歷被租借到貝迪斯，成為球會第一名斯洛文尼亞籍球員。他第一次露面是於國王杯決賽對同城死敵西維爾。 2月4日，他首次為球隊出踐聯賽比賽，對陣畢爾包，他助攻予羅拔使球隊在客場勝2-1。
經過半個多賽季，該安達盧西亞球會2007年夏天以€1.5m買斷他，但伊歷表現最終都回落了下來，在2008-09球季，球隊在賓菲加收購尼爾遜，在護級的球季，他只上陣三場比賽。2009年9月6日，FC莫斯科向貝迪斯外借得到這名斯洛文尼亞的右後衛。

## 國際賽生涯
2004年8月18日，伊歷首次代表在一場友誼賽與鄰國塞爾維亞替國家隊出賽。

## 榮譽s

### 奧林比查
- 斯洛文尼亞盃: 2002-03

### 當姆薩尼
- 斯洛文尼亞甲組聯賽: 2005-06

## 連結
- National team data （页面存档备份，存于） （斯洛文尼亚文）
- BDFutbol profile （页面存档备份，存于）
- NationalFootballTeams data （页面存档备份，存于）